# Mechanisch draaispit

Mechanisch draaispit, bron: Kuchenmaistrey, Johannes Fischauer, Augsburg 1505.

Een mechanisch draaispit is een apparaat bestaande uit een samenstel van tandwielen dat is bedoeld om voor een open vuur vlees te roosteren. Mechanische braadspitten hebben wat betreft de constructie grote overeenkomst met torenuurwerken.
Een van de oudste afbeeldingen van een mechanisch draaispit is te vinden in het boek Kuchenmaistrey uitgegeven in 1485 in Augsburg.

## Inleiding
Leonardo da Vinci ontwierp rond 1500 twee vormen van draaispitten, een die wordt aangedreven door hete lucht en een die wordt aangedreven door een gewicht.
De Franse filosoof Michel de Montaigne (1533–1592) berichtte op zijn reis in 1580-1581 via Zwitserland en Duitsland, naar Italië, over verschillende draaispitten die hij onderweg tegenkomt. In oktober 1580 nam Montaigne in Brixen naar alle waarschijnlijkheid een door middel van een veer aangedreven draaispit waar: Men had daar een manier om het spit te laten draaien met behulp van een mechaniek met een aantal raderen; men wond een touw, dat om een grote ijzeren trommel zat, stevig op. Wanneer het begon af te rollen, vertraagden ze die beweging zo dat ze bijna een uur duurde, en dan moest het touw weer worden opgewonden.
In de periode tot 1600 zijn drie soorten mechanische draaispitten ontwikkeld:
- Draaispitten aangedreven door hete lucht
- Draaispitten aangedreven door een gewicht
- Draaispitten aangedreven door een veer

Behalve deze drie vormen, die eigenlijk zouden moeten worden opgevat als de echte mechanische draaispitten, bleef er natuurlijk de mens en het dier om draaispitten in beweging te krijgen. Uiteraard zijn spitten die door de mens zelf worden rongedraaid, de oudste vorm van aandrijven. Als het gaat om draaispitten aangedreven door hete lucht of door een gewicht dan is niet duidelijk welke manier van aandrijven het eerst is ontstaan. Draaispitten aangedreven door een veer zijn later ontstaan. Ze komen voor het eerst voor in de 16e eeuw.

## Draaispitten aangedreven door hete lucht

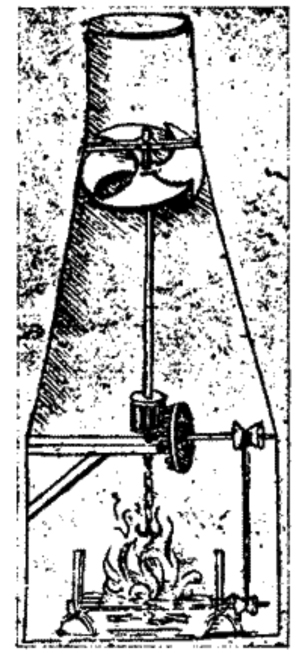
Heteluchtdraaispit Leonardo da Vinci.

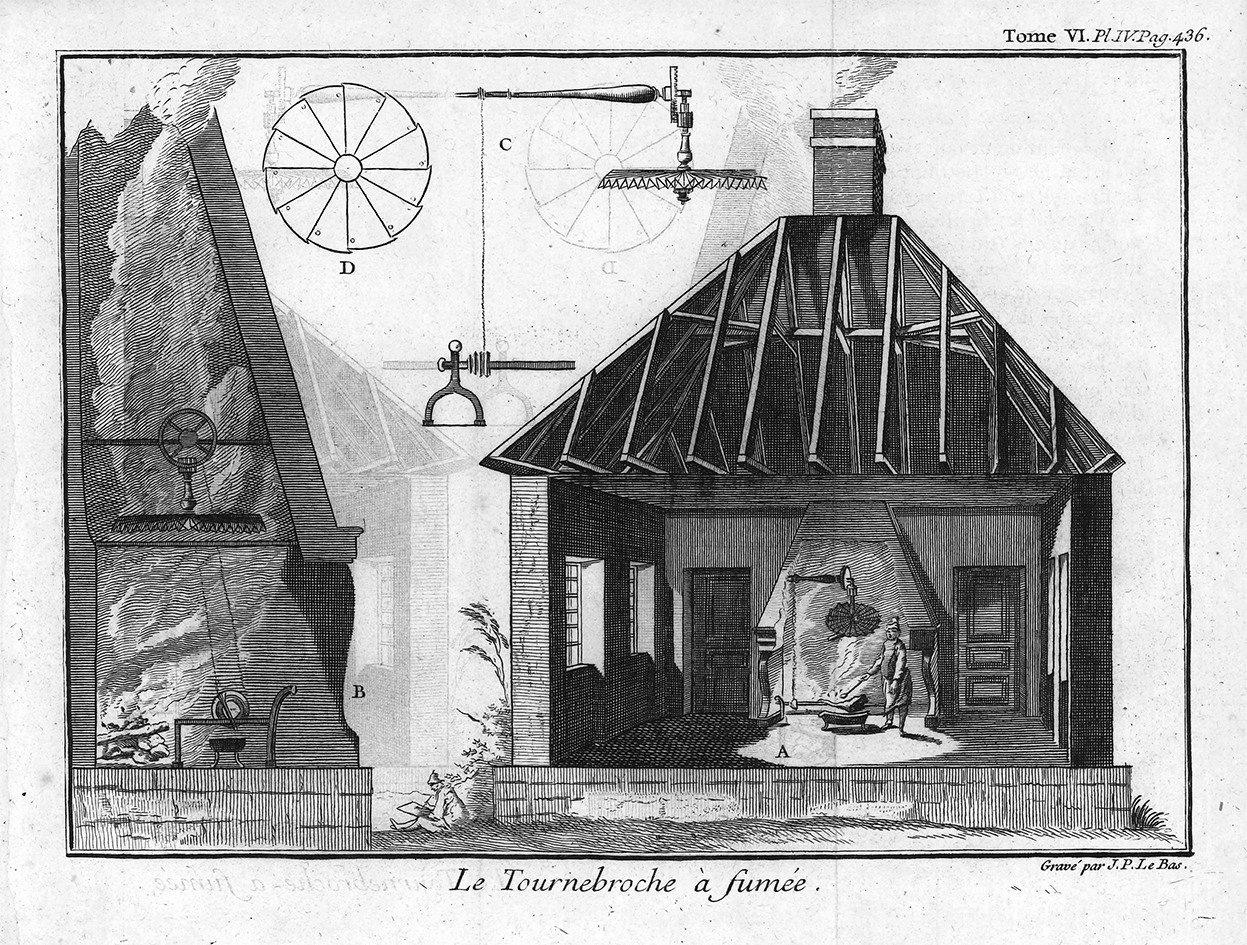
Frans heteluchtdraaispit, bron: Noël Antoine Pluche (1746) Spectacle de la nature, p. 328 bis.

De eerste heteluchtdraaispitten zijn naar alle waarschijnlijkheid in Italië ontstaan. Leonardo da Vinci (1452-1519) heeft in zijn Codex Atlanticus die hij tussen 1479 en 1519 heeft gemaakt, twee draaispitten getekend. Een daarvan betrof een draaispit die wordt aangedreven door hete lucht. Behalve in Italië komen heteluchtdraaispitten ook in andere delen van Europa voor. In Frankrijk, in het Journal de Verdun van januari 1711 wordt melding gemaakt van een vinding van Eudes de l’Arche. Een draaispit dat draait door de hitte van het vuur zonder het gebruik van een gewicht, een hond of iets vergelijkbaars (Lecoq 1979, p. 129). Het gaat om een (ronde) ijzeren plaat die op diverse plekken is ingezaagd en de lamellen die zo ontstaan worden omgebogen (zodat een schoepenrad of rotor ontstaat). Het schoepenrad wordt aan een ketting gehangen, zodat deze vrij kan draaien. Onder het schoepenrad wordt het vlees gehangen. Lecoq stelt dat het helemaal niet om een nieuwe vinding gaat, want deze waren, onder de naam biradoires, al minstens 70 jaar daarvoor in gebruik in de Midi in Frankrijk. Het apparaat had een aantal nadelen. Het vlees hangt direct boven het vuur, waardoor het met name aan de onderkant gaart. Daarnaast gaan de vleessappen verloren en eigenlijk is er meer sprake van roken dan roosteren (Lecoq 1979, p.129)
Een afbeelding van een Frans heteluchtdraaispit is van Noël Antoine Pluche (1688-1761), opgenomen in zijn Spectacle de la Nature. Ook hier is sprake van een schoepenrad. Maar in tegenstelling tot de biradoir wordt een spit aangedreven. Noël Pluche legt in zijn boek, dat voor het eerst verscheen in 1732, de werking van heteluchtdraaispitten uit. Op de gravure van Noël Pluche is in het huis is een schoepenrad zichtbaar (op de afbeelding aangeduid met A). Door het schoepenrad loopt een verticale as. Door middel van tandwielen wordt de verticale draaiing omgezet in een horizontale draaiing. De horizontale as is aan de wand gemonteerd. Aan het eind van de as bevindt zich een poelie waaroverheen een ketting loopt die de poelie van het spit aandrijft (op de afbeelding aangeduid met B en C). Op de afbeelding geeft D het schoepenrad weer. Uit de (uitgebreide) beschrijving van Pluche van heteluchtdraaispitten mag worden afgeleid dat deze begin 18e eeuw zeker gemeengoed waren in Frankrijk.

## Draaispitten aangedreven door een gewicht

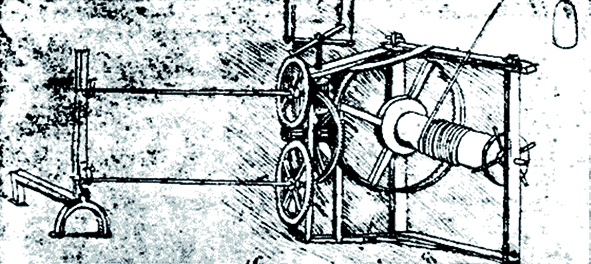
Gewicht aangedreven draaispit van Da Vinci 1493, bron: Codex Madrid.

Gertrud Benker (1972) beschrijft dat in de inventarisbeschrijving van Graaf Johann Meinrad von Görz in 1430 '1e eisneinn prater' voorkwam. Benker gaat ervan uit dat het om een hand aangedreven spit ging, omdat het slechts een bescheiden verwijzing betreft. Stolberg (1986, p. 26) plaatst daar een kanttekening bij; hij stelt dat ook een relatief kostbaar voorwerp als een klok in inventarissen werd beschreven als '1e eyssen Uhr'. De veelheid aan voorwerpen die bij een inventarisbeschrijving beschreven moest worden, maakte het noodzakelijk de beschrijvingen kort te houden. Stolberg houdt het erop dat het hier ging om een mechanisch apparaat, waaruit hij concludeert dat de eerste mechanische draaispitten rond 1430 zouden zijn ontstaan. Van deze eerste draaispitten zijn geen afbeeldingen bekend.
Ook bekend zijn de afbeeldingen van Leonardo da Vinci opgenomen in zijn Codex Atlanticus en Codex Madrid. Hij heeft, behalve een heteluchtdraaispit, ook een draaispit ontworpen dat door middel van een gewicht werd aangedreven. Het gewicht is rechts boven in deze afbeelding is nog net zichtbaar. Het spit toont twee tandwielen waar de spitten direct mee zijn verbonden. De draaiing wordt gereguleerd door een regulateur, waarbij een rondsel en een kroonrad zijn toegepast. De regulateur is voorzien van veren.

## Draaispitten aangedreven door een veer

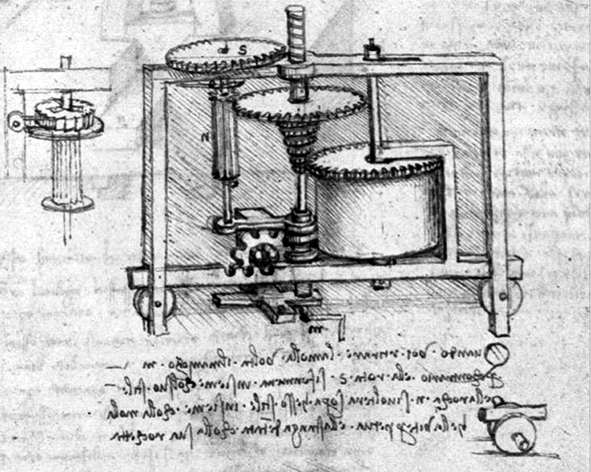
Compensatie afnemende kracht van een veer. Leonardo da Vinci, Codex Madrid (1490 en 1499), boek 1 p. 13.

De eerste draaispitten aangedreven door een veer zijn vermoedelijk in Italië ontstaan. Stolberg (1986, pp. 26 - 28) verwijst naar een tekening van Leonardo da Vinci uit 1487. Volgens Stolberg betreft het een draaispit, maar erg waarschijnlijk is dit niet. Het lijkt eerder te gaan om een studie naar het opheffen van de afnemende kracht van een veer. Op de tekening is een zogenoemd 'slakkenhuis' te zien, een onderdeel met een conische vorm, met spiraalvormige groeven waarlangs, naar het lijkt, tanden zijn aangebracht. Het slakkenhuis verschuift door de draaiing van de trommel. De kracht van de veer is in de beginpositie het grootst. Naarmate de veer ontspant, verschuift het slakkenhuis op de tekening naar beneden. Omdat de omtrek naarmate het slakkenhuis verschuift steeds groter wordt, is minder kracht nodig om de draaiing tot stand te brengen.

## Websites
- Museum für Turmuhren und Bratenwender: http://www.uhrenstube-aschau.at